# Margaret Haig Thomas, 2ª Vizcondesa de Rhondda
Margaret Haig Mackworth (de soltera Thomas), segunda vizcondesa de Rhondda (Londres, 12 de junio de 1883 - 20 de julio de 1958) fue una noble galesa, empresaria y sufragista activa que jugó un papel significativo en la historia del sufragio femenino en el Reino Unido.

## Biografía
Margaret Haig Thomas nació el 12 de junio de 1883 en Londres. Sus padres eran el industrial y político David Alfred Thomas, primer vizconde de Rhondda, y Sybil Haig, también sufragista. En su autobiografía, Margaret escribió que su madre había "rezado apasionadamente para que su hija se volviera feminista" y, de hecho, se convirtió en una activista apasionada por los derechos de las mujeres.
Hija única, se crio en Llanwern House, cerca de Newport, hasta los 13 años, cuando se fue a un internado, primero a Notting Hill High School y luego a St Leonards School, en Saint Andrews. En 1904, a los 19 años, se incorporó a Somerville College, Oxford, donde estudió historia. A pesar de que sus tutores dieron comentarios positivos sobre su progreso académico, regresó a Llanwern para vivir con su familia después de dos años académicos, sin concluir sus estudios.
Trabajando para su padre en la sede de la compañía Consolidated Cambrian en Cardiff Docks con un salario de £ 1,000, pasó tres años como debutante.

## Sufragio femenino

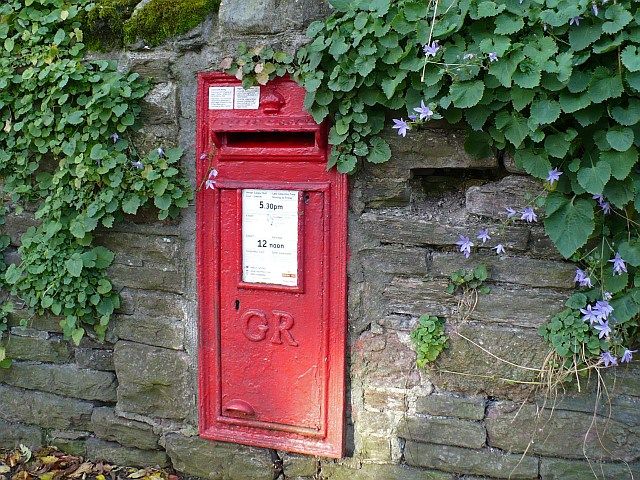
Buzón de correo quemado en 1913, Newport

Se casó con el terrateniente local de Newport, Sir Humphrey Mackworth, en 1908 a los 25 años, se unió a la Unión Social y Política de Mujeres (WSPU por sus siglas en inglés) ese año y se convirtió en secretaria de su sucursal de Newport. Entre 1908 y 1914, llevó la campaña por el sufragio femenino en todo el sur de Gales, a menudo en reuniones hostiles y tormentosas. Thomas participó en marchas de protesta con los Pankhurst y se subió al estribo del coche en marcha del primer ministro liberal Herbert Henriette Asquith en St Andrews.
En junio de 1913, Thomas intentó destruir un buzón de correos de Royal Mail con una bomba química. Sus acciones dieron lugar a un juicio en Sessions House, Usk, y después de negarse a pagar una multa de £ 10, fue condenada a cumplir un mes en la cárcel. Fue puesta en libertad sólo cinco días después de haber iniciado una huelga de hambre.
Thomas había recibido una Medalla de huelga de hambre 'al Valor' por la WSPU.
Cuando Emmeline Pankhurst murió en junio de 1928, fueron Kitty Marshall, Rosamund Massey y Lady Rhondda quienes organizaron los servicios funerarios. Recaudaron dinero para su lápida en el cementerio de Brompton y para una estatua de ella en el exterior de la Cámara de los Comunes, a la que con frecuencia se le había impedido entrar. También se recaudó dinero para comprar la pintura que había sido realizada por la también sufragista Georgina Brackenbury para que pudiera ser entregada a la National Portrait Gallery. Stanley Baldwin la dio a conocer en 1930.

## Primera Guerra Mundial y hundimiento del RMS Lusitania
Al estallar la Primera Guerra Mundial, aceptó la decisión de la dirección de la WSPU de abandonar su campaña militante por el sufragio. Trabajó con su padre, quien fue enviado por David Lloyd George a los Estados Unidos para organizar el suministro de municiones para las fuerzas armadas británicas.
Su padre se dio cuenta del estado depresivo de su hija y, aunque ella no hizo caso a la preocupación de su padre, él se dio cuenta de las tensiones dentro de su matrimonio. El 7 de mayo de 1915, regresaba de Estados Unidos en el RMS Lusitania con su padre y su secretario, Arnold Rhys-Evans, cuando el trasatlántico fue torpedeado a las 14:10 por el submarino alemán U-20. Su padre y su secretario consiguieron subir a un bote salvavidas porque los habían arrojado por la borda, pero ella pasó un largo período agarrándose a un trozo de tabla antes de ser rescatada por el arrastrero irlandés "Bluebell", como recuerda en su autobiografía de 1933, This was my World . Cuando fue rescatada y llevada a Queenstown, había perdido el conocimiento debido a la hipotermia. Después de un período en el hospital, pasó varios meses recuperándose en la casa de sus padres.

## Nobleza
El 3 de julio de 1918 murió su padre. Mientras la baronía de Rhondda murió con él, el título de vizconde de Rhondda pasó a Margaret por un gesto particular, en el que Thomas había insistido del rey Jorge V cuando le ofrecieron el honor. 
Después de la muerte de su padre, Lady Rhondda intentó ocupar su asiento en la Cámara de los Lores citando la Ley de Descalificación (Remoción) Sexual de 1919 que permitía a las mujeres ejercer "cualquier cargo público". Después de ser aceptada inicialmente, la membresía del Comité de Privilegios fue modificada y su solicitud fue rechazada. Fue apoyada durante muchos años por Lord Astor, cuya esposa Nancy había sido la primera mujer en ocupar su escaño en la Cámara de los Comunes del Reino Unido.
Menos de un mes después de la muerte de Lady Rhondda en 1958, las mujeres ingresaron a la Cámara de los Lores por primera vez gracias a la Ley de la Nobleza de 1958. Cinco años más tarde, con la aprobación de la Ley de la Nobleza de 1963, también se permitió a las nobles por herencia ingresar en los Lores.

## Negocios
Sucedió a su padre como presidenta de la Compañía Sanatogen en febrero de 1917. En total, fue consejera de 33 empresas a lo largo de su vida, habiendo heredado 28 cargos como consejera de su padre. La mayoría de sus intereses comerciales estaban en el carbón, el acero y el transporte marítimo a través de Consolidated Cambrian Ltd. Le apasionaba aumentar el número de mujeres en el mundo empresarial.
En el verano de 1919, Margaret participó en la creación y presidencia del Efficiency Club, una organización de contactos para mujeres empresarias británicas, que quería que tuviera cuatro objetivos: promover una mayor eficiencia y cooperación entre empresas establecidas y mujeres profesionales, fomentar el liderazgo y la autosuficiencia entre todas las trabajadoras, formar un vínculo entre las empresas y las mujeres profesionales para su beneficio mutuo y para trabajar por la admisión de mujeres en las Cámaras de Comercio Británicas.
Sin embargo, con la caída de los precios del carbón a finales de la década de 1920, las minas de carbón de Consolidated Cambrian fueron a la quiebra y sus activos se vendieron más tarde a GKN. Además de heredar los intereses editoriales de su padre, había fundado en 1920 la revista Time and Tide, al principio una revista semanal feminista de izquierdas, pero luego una revista literaria general más de derechas. Ella fue la editora de la revista durante mucho tiempo y la sostuvo con una gran parte de su herencia.
Después del colapso de Consolidated Cambrian, sus cuentas personales muestran que sus gastos siempre excedieron sus ingresos.
Fue elegida como la primera mujer presidenta del Instituto de Consejeros en 1926, y en 2015, se lanzó la Conferencia anual Mackworth que se lanzó en su honor.

## Six Point Group
En 1921, creó el Six Point Group, un grupo de acción que se centró en gran medida en la igualdad entre hombres y mujeres y los derechos del niño.
El manifiesto del grupo de igualdad de derechos para las mujeres en el lugar de trabajo y para las madres y los niños buscaba lo siguiente:
- Legislación satisfactoria sobre agresión infantil
- Legislación satisfactoria para las madres viudas
- Legislación satisfactoria para las madres solteras y sus hijos
- Igualdad de derechos de tutela para padres casados
- Igualdad salarial para los profesores
- Igualdad de oportunidades para hombres y mujeres en la función pública

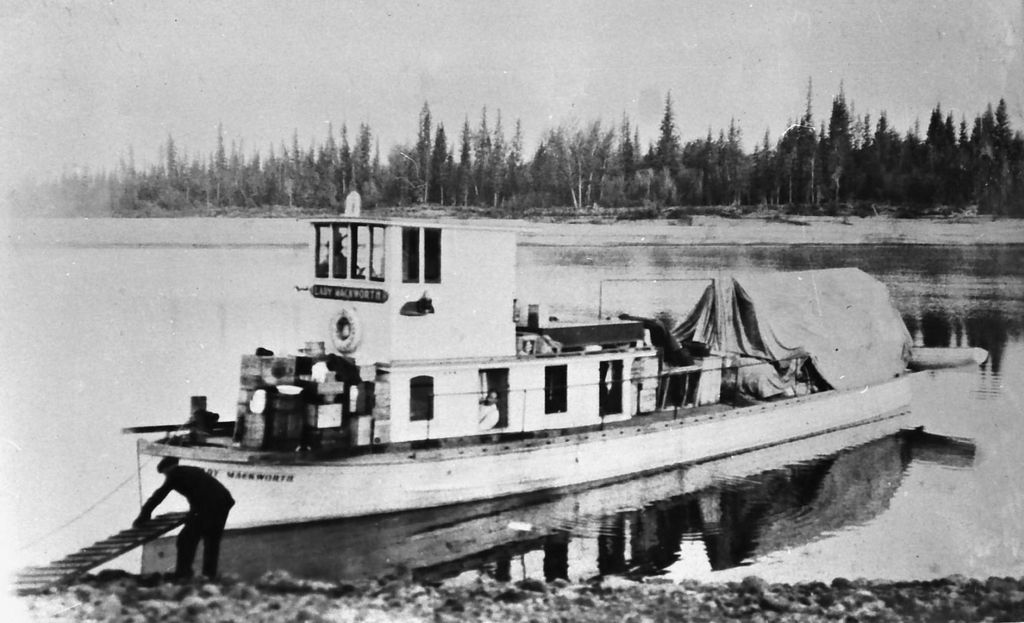
El lady mackworth

Un barco de vapor canadiense, el Lady Mackworth, recibió su nombre.

## Vida personal
En 1908 se casó con Sir Humphrey Mackworth. Se divorciaron en 1923 y ella nunca volvió a casarse. Vivió con la editora de la revista Time and Tide, Helen Archdale, a fines de la década de 1920. Más tarde tuvo una relación cercana con Winifred Holtby, la autora de South Riding, quien tenía una relación de "amistad" con la escritora Vera Brittain. Posteriormente pasó 25 años viviendo con la escritora y editora Theodora Bosanquet, quien actuó como amanuense de Henry James desde 1907 hasta 1916.

## Reconocimiento póstumo
En 2015, el Instituto de Consejeros lanzó la Conferencia anual Mackworth en su honor.
Su nombre y foto (y los de otras 58 mujeres que apoyaron el sufragio) están en el pedestal de la estatua de Millicent Fawcett en Parliament Square, Londres, presentada en 2018. Lady Rhondda fue una de las cinco mujeres preseleccionadas en 2019 para ser retratadas en la primera estatua de una mujer que se erigirá en Cardiff.

## Otras lecturas
- Eoff, Shirley Marie (1991). Viscountess Rhondda: Equalitarian Feminist. Ohio State University Press. ISBN 978-0-814-2053-96.
- John, Angela V. (2014). Turning the Tide: the life of Lady Rhondda. Cardigan: Parthian Press. ISBN 978-1-908-9461-02.